# Lagardelle
Lagardelle is een gemeente in het Franse departement Lot (regio Occitanie) en telt 102 inwoners (1999). De plaats maakt deel uit van het arrondissement Cahors.

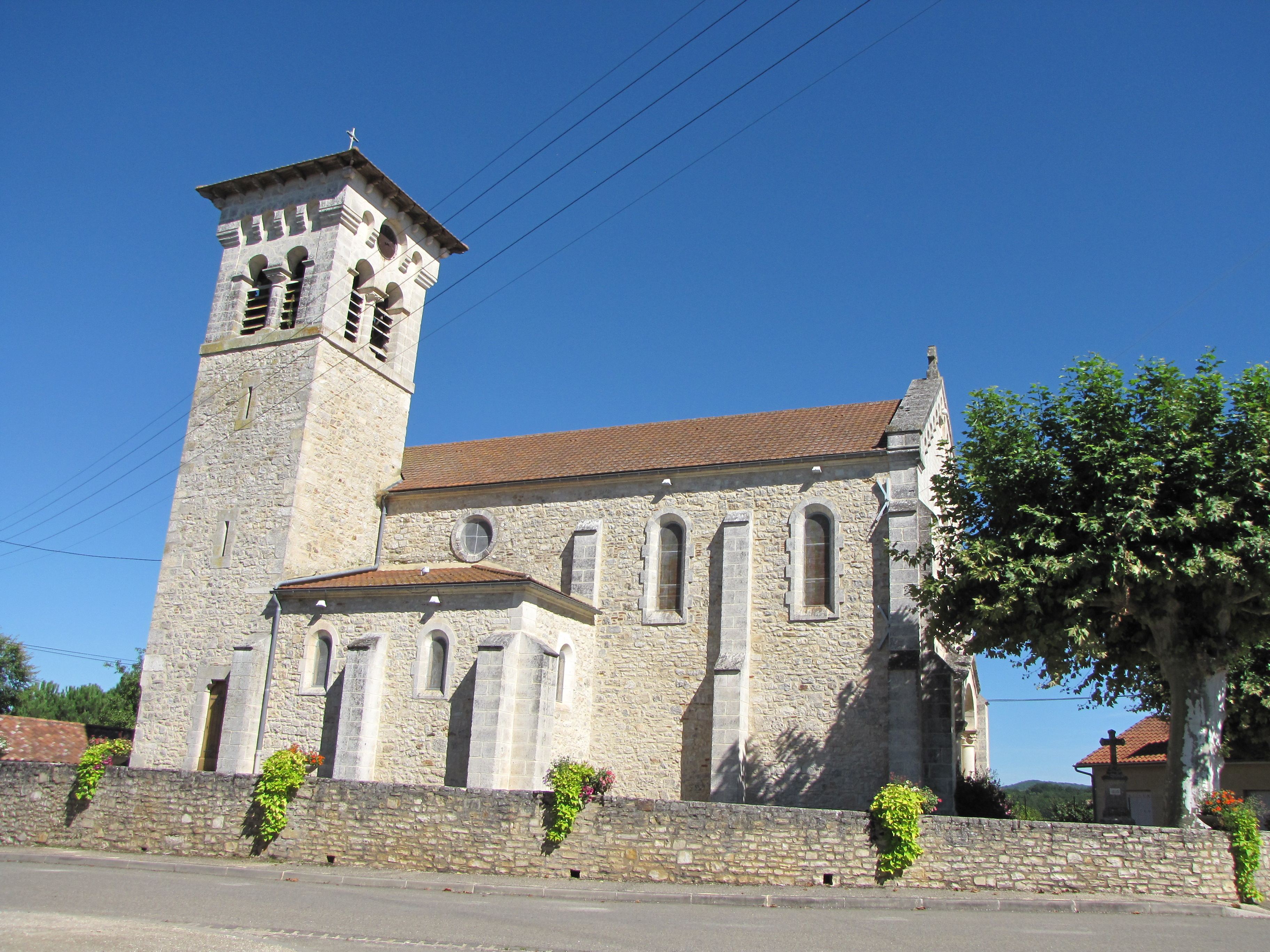
Kerk van Lagardelle
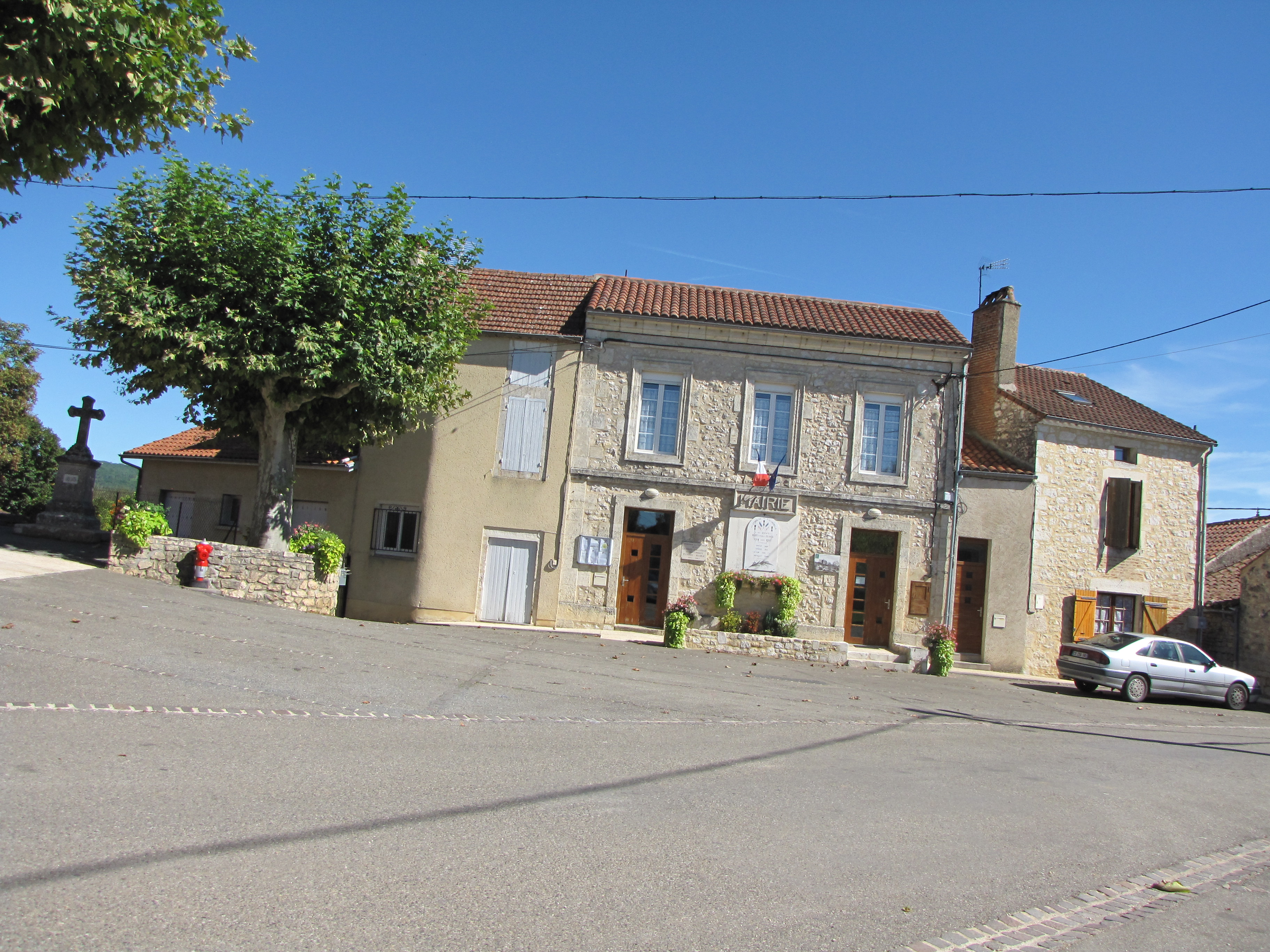
Gemeentehuis

## Geografie
De oppervlakte van Lagardelle bedraagt 3,1 km², de bevolkingsdichtheid is 32,9 inwoners per km².
De onderstaande kaart toont de ligging van Lagardelle met de belangrijkste infrastructuur en aangrenzende gemeenten.

## Demografie
Onderstaande figuur toont het verloop van het inwonertal (bron: INSEE-tellingen).